# Gian Benedetto Mittarelli
Gian Benedetto Mittarelli (Venezia, 2 settembre 1707 – Murano, 14 agosto 1777) è stato un religioso italiano.

## Biografia
Mittarelli nacque nel 1707 a Venezia e fu battezzato Nicola Giacomo. Alla giovane età di 14 anni, Nicola entrò nella congregazione camaldolese presso il Monastero di San Michele, situato sull'isola di Murano nella laguna di Venezia. Quando arrivò al noviziato del monastero, fu chiamato Don Gian Benedetto, con il quale venne ricordato per il resto della sua vita.
Successivamente, si applicò agli studi di teologia e di filosofia presso i monasteri appartenenti alla medesima congregazione a Firenze e a Roma. Completati gli studi, diventò docente ma, non riuscendosi ad adattare al metodo scolastico, fu mandato al monastero di San Parisio a Treviso, dove diventò un confessore e l'archivista della congregazione.

### Carriera
Nel 1760 fu eletto abate di San Michele, e nel 1765, moderatore supremo della sua congregazione per i cinque anni della sua permanenza a Roma. In seguito, ritornò al monastero veneziano dove rimase fino alla sua morte nel 1777.

## Opere
La sua opera principale, la cui realizzazione fu seguita anche dai suoi confratelli, Don Anselmo Costadoni e Don Calogerà, sono gli Annales Camaldulenses ordinis S. Benedicti, ab anno 907 ad annum 1770 9 volumi in folio (Venezia, 1755–73). Presenta la medesima struttura degli Annales ordinis S. Benedicti di Mabillon.
Altre sue opere furono:
- Memorie della vita di San Parisio, e del monastero dei Santi Christina e Parisio di Treviso (Venezia, 1748)
- Memorie del monastero della Santa Trinità di Faenza (Faenza, 1749)
- Ad Scriptores rerum Italicarum A. Muratorii accessiones historiæ Faventinæ (Venezia, 1771)
- De litteratura Faventinorum (Venezia, 1775)
- (LA) Bibliotheca codicum manuscriptorum monasterii S. Michaelis Venetiarum prope Murianum una cum Appendice librorum impressorum seculi XV. Opus posthumum, Venetiis, ex Typographia Fentiana sumptibus præfati monasterii, 1779.